# Norddorf auf Amrum
Norddorf auf Amrum (nordfrisiska: Noorsaarep, danska: Nordtorp) är en kommun med orten Norddorf på ön Amrum i Kreis Nordfriesland i förbundslandet Schleswig-Holstein i Tyskland.
Kommunen ingår i kommunalförbundet Amt Föhr-Amrum tillsammans med ytterligare 14 kommuner.